# داني ميتشيل (فنان قتال مختلط)
داني ميتشيل (بالإنجليزية: Danny Mitchell) هو فنان قتال مختلط بريطاني، ولد في 8 أغسطس 1986 في دونكاستر في المملكة المتحدة.

## وصلات خارجية
- داني ميتشيل على موقع شيردوغ (الإنجليزية)